# Capitan Harlock SSX - Rotta verso l'infinito
Capitan Harlock SSX - Rotta verso l'infinito (わが青春のアルカディア・無限軌道 SSX?, Waga seishun no Arcadia - Mugen kido SSX) è una serie televisiva anime prodotta nel 1982 dalla Toei Animation, la seconda basata sul manga di Capitan Harlock creato da Leiji Matsumoto. La serie fu trasmessa in Giappone dalla TBS dal 1982 al 1983.

## Trama
Dopo la capitolazione della Terra, oramai sotto il giogo degli invasori Umanoidi (Illumidas), l'esiliato Harlock rinuncia alla lotta e decide di partire con il suo piccolo equipaggio alla ricerca di un posto migliore in cui vivere. Per la sua ricerca Harlock può contare sull'Arcadia, una gigantesca astronave da battaglia con un equipaggio di pirati, tra cui Tochiro, suo grande amico nonché progettista dell'astronave, il giovane Tadashi, una ragazzina, un dottore e infine Yuki, la figlia di un giornalista che cerca di fare una stampa libera contro la censura governativa.
L'impero degli Umanoidi è costituito da creature apparentemente umane con tute attillate e caschi con visiera. La loro politica è piuttosto feroce e ottusa, essenzialmente basata sulla potenza delle armi e la sete di conquiste. Il nemico più inesorabile di Harlock è però un terrestre, un giovane e ambizioso ingegnere che nutre un odio particolare contro il pirata spaziale in quanto, qualche anno prima, una sua astronave venne collaudata dall'allora ufficiale Harlock, che la considerò poco sicura e questo sconfessò l'opera del progettista, che gli giurò vendetta. Ora è diventato un collaborazionista dell'impero umanoide e progetta astronavi per sconfiggere Harlock, oltre a condurre praticamente tutte le battaglie contro di lui. Nonostante i continui scontri con le astronavi umanoidi l'Arcadia risulta vittoriosa, e Harlock continua la ricerca del pianeta dove poter vivere in pace. Questo, in qualche luogo, sembra davvero esistere.
Durante le battaglie si rileva la presenza di oggetti luminosi che possiedono un'enorme potenza, capace di distruggere intere flotte, e talvolta intervengono attivamente negli scontri. Tramite uno speciale sistema di comunicazione una misteriosa voce femminile guida anche l'ingegnere, e alla fine sono entrambi portati sul pianeta ideale, da cui luci e voci provengono (in originale è “Arcadia, la terra dei morti” e si trova fuori dal cosmo). Nel frattempo, Tochiro ha contratto una malattia causata dall'irradiazione subita mentre viaggiava al centro della Galassia, per portare aiuto a Esmeralda sotto attacco degli umanoidi. La malattia si rivela mortale, ma Tochiro riesce a trasferire la sua mente nel computer centrale dell'Arcadia. Sul pianeta arrivano sia Harlock che il suo mortale nemico, e la Dea Dorata, che regna in questo posto incantato dà a ciascuno una piccola porzione della super-energia che la sua civiltà possiede: il Fuoco del Cielo, simbolo dell’armonia universale. Questa è, di fatto, una prova per capire chi dei due contendenti sia di animo degno.
Ma mentre Harlock usa l'energia per i motori dell'Arcadia, onde ritornare in fretta sulla Terra, il suo avversario la usa per le armi, cercando di distruggere il Pirata spaziale una volta per tutte. Il suo scopo è infatti usare il Fuoco del Cielo per annientare gli Umanoidi e conquistare l’intero universo con l’aiuto dei propri subordinati. Mal gliene incoglie: Harlock lo sconfigge ugualmente, e la Dea Dorata decide definitivamente quale delle due parti è degna di essere sostenuta. Così passa all'azione: distrugge direttamente il pianeta umanoide, Illumidus, provocando il crollo dell'Impero, mentre Harlock fa altrettanto con la guarnigione terrestre. Harlock affida a Tadashi il Fuoco del Cielo affinché ricostruisca la Terra devastata e riparte alla ricerca di nuove avventure.

## Personaggi principali
- Capitan Harlock: eccellente pilota e comandante di astronavi, si è fatto pirata quando il governo terrestre è diventato un organo collaborazionista dell'invasore;
- Yuki Key: giovane giornalista, si è unita ad Harlock in seguito agli attacchi subiti dall'astronave-giornale del padre a opera degli Umanoidi; Yuki è un esempio di personaggio riveduto. È presente anche nella serie del 1978, ma, sia nell'anime che nel manga, il suo ruolo e la sua storia sono completamente differenti;
- Lamine (Meeme): aliena proveniente da un pianeta estinto, è la più fidata collaboratrice di Harlock; anche lei è stata riveduta rispetto al precedente anime: ha cambiato nome (prima era Meeme), è bionda, ha il carnato pallido, è vestita di nero e ha una spilla sul petto che lampeggia quando parla. Successivamente la rivedremo nella serie Harlock Saga, ove però diventa un personaggio completamente diverso, cambiando ancora leggermente il nome;
- Tochiro: grottesco e dalla bassa statura, il migliore amico di Harlock è un progettista geniale: sua la paternità dell'astronave Arcadia e di mille altri congegni. Tochiro è il personaggio più rivisitato da Leiji Matsumoto: viene disegnato e colorato in maniera diversa ogni volta che viene impiegato, e anche la sua biografia è in continuo movimento; in questa versione Tochiro è sempre basso ma meno tarchiato, ha una bocca meno enorme e occhiali normali;
- Mister Zone: implacabile avversario di Harlock, della cui disfatta si è fatto un punto d'onore. È dotato di capacità mentali paragonabili a quelle di Tochiro (tra le molte scoperte, ha inventato un sistema per comunicare istantaneamente a decine di migliaia di anni luce di distanza, tanto da stupire Tochiro che lo riteneva impossibile). Si unisce agli Umanoidi, sebbene li detesti, per potere avere l'occasione di mostrare a sé stesso il proprio valore, persuaso che colui che è in grado di sconfiggere Harlock sia in grado di annientare anche gli invasori. Ottenuto il Fuoco del Cielo, cerca di usarlo per distruggere gli Umanoidi e conquistare tutto l’universo, ma viene fermato da Harlock. Si sacrificherà per salvare Harlock stesso da un attacco a sorpresa, riconciliandosi con lui prima di spirare con la frase: “La tua vita finora e la mia ... due uguali”.

## Continuity e collegamenti con le altre serie
La serie è ambientata nel 2974 (noto nell'Episodio 5), in un'epoca anteriore a quella della precedente, Capitan Harlock, della quale è il prequel e il lungometraggio che ne costituisce l'antefatto è intitolato Capitan Harlock - L'Arcadia della mia giovinezza. Gli eventi di questo lungometraggio sembrano ambientarsi alcuni anni prima della serie. Già nei primi episodi si fa riferimento a un periodo in cui l'Arcadia e la sua ciurma erano molto conosciuti, si sa solo che tra quel periodo e il presente sono passati almeno 3 anni- ergo, dato che non potevano essere conosciuti prima di partire, sono trascorsi 3 anni se non anche di più tra il lungometraggio e la serie. 
L'universo narrativo ideato da Matsumoto, noto anche come Leijiverse, presenta incongruenze e mancanza di coerenza narrativa fra le varie serie e lungometraggi e spesso i personaggi vengono reimpiegati all'interno di nuove opere senza rispettare quanto successo nelle precedenti. Accade quindi che, per esempio, 
- Yuki non è più la figlia di uno scienziato, ma di un giornalista freelance;

- Tochiro vive e muore in maniera diversa, e soprattutto, non ha una figlia con Esmeralda e l'amore fra loro rimane platonico;
- Esmeralda in questa serie assume quelle caratteristiche che verranno riprese anche nelle serie successive come il modo di vestire di rosso e la cicatrice sul volto, totalmente assenti nella prima serie;
- Tadashi ha in comune con il personaggio de Il pirata dello spazio solamente il nome ed è un bambino, non un ragazzo;
- Lamine somiglia vagamente a Meet della prima serie, con un aspetto più definito, capelli biondi e senza una bocca, ma compiti molto diversi e indossa una tuta nera

## Distribuzione
La serie fu trasmessa in Giappone su TBS dal 1982 al 1983, mentre in Italia fu trasmessa su Italia 7 e in seguito su Italia 2 dal 9 febbraio 2022 in versione restaurata. I primi episodi, furono trasmessi anche da MTV negli anni 2000. La serie è stata pubblicata in Italia nel 1992 da Yamato Video, dapprima in VHS e successivamente in DVD (2002).

## Episodi
| Nº | Titolo italiano Giapponese 「Kanji」 - Rōmaji                                                                 | In onda          | In onda |
| Nº | Titolo italiano Giapponese 「Kanji」 - Rōmaji                                                                 | Giapponese       |         |
| 1  | La nave pirata 「アルカディア発進」 - Arukadia hasshin                                                        | 13 ottobre 1982  |         |
| 2  | La capitana 「女艦長レオタード」 - Jo kanchō reotādo                                                          | 20 ottobre 1982  |         |
| 3  | L'orfanella 「戦闘空間の子守唄」 - Sentō kūkan no komori uta                                                  | 27 ottobre 1982  |         |
| 4  | Val più la penna della spada 「宇宙の宝島伝説」 - Uchū no takarajima densetsu                                 | 3 novembre 1982  |         |
| 5  | La nave fantasma 「幽霊船セルの少女」 - Yūrei sen seru no shōjo                                               | 10 novembre 1982 |         |
| 6  | L'oasi nello spazio 「登場!宇宙大要塞」 - Tōjō! Uchū dai yōsai                                                | 17 novembre 1982 |         |
| 7  | La vendetta 「X=エメラルダス」 - X = Emerarudasu                                                              | 1º dicembre 1982 |         |
| 8  | Il pianeta di ferro 「鉄の星の少年と母」 - Tetsu no hoshi no shōnen to haha                                   | 8 dicembre 1982  |         |
| 9  | Sabotaggio 「スパイはだれだ!」 - Supai wa dare da!                                                            | 15 dicembre 1982 |         |
| 10 | L'ombra di morte 「星の海に雪が降る」 - Hoshi no umi ni yuki ga furu                                          | 22 dicembre 1982 |         |
| 11 | L'invasione 「響け自由の鐘の音」 - Hibike jiyū no kane no oto                                                 | 5 gennaio 1983   |         |
| 12 | La grande sfida 「心で操る·心の船」 - Kokoro de ayatsuru shin no fune                                         | 12 gennaio 1983  |         |
| 13 | La dèa dorata 「謎の黄金女神像!?」 - Nazo no ōgon megami zō!?                                                 | 19 gennaio 1983  |         |
| 14 | La luce misteriosa 「謎の光はUFO?」 - Nazo no hikari wa UFO?                                                  | 26 gennaio 1983  |         |
| 15 | Il mare della morte 「死の海中80分!?」 - Shi no kaichū 80 fun!?                                               | 2 febbraio 1983  |         |
| 16 | La spia 「宇宙で拾ったネコ」 - Uchū de hirotta neko                                                           | 9 febbraio 1983  |         |
| 17 | Il tornado 「大竜巻!! 交信不能」 - Dai tatsumaki!! Kōshin funō                                                | 16 febbraio 1983 |         |
| 18 | Esmeralda è in pericolo! 「エメラルダス救出」 - Emerarudasu kyūshutsu                                         | 23 febbraio 1983 |         |
| 19 | Il computer ribelle 「マイコン惑星の怪」 - Maikon wakusei no kai                                              | 2 marzo 1983     |         |
| 20 | Il pianeta ideale 「宝島への道」 - Takarajima e no michi                                                      | 9 marzo 1983     |         |
| 21 | Il segreto di Toshiro 「闘えトチロー!!命果てるまで...」 - Tatakae tochi rō!! Inochi hateru made...            | 16 marzo 1983    |         |
| 22 | Il fuoco del cielo 「母なる地球へ!!宇宙の勇者よ永遠に...」 - Haha naru chikyū e!! Uchū no yūsha yo eien ni... | 30 marzo 1983    |         |

## Doppiaggio
| Personaggio               | Doppiatore originale | Doppiatore italiano                            |
| ------------------------- | -------------------- | ---------------------------------------------- |
| Capitan Harlock           | Makio Inoue          | Marcello Cortese                               |
| Esmeralda                 | Reiko Tajima         | Maria Teresa Letizia                           |
| Tochiro Oyama             | Kei Tomiyama         | Natale Ciravolo                                |
| Lamine                    |                      | Rosetta Salata                                 |
| Tadashi                   |                      | Elda Olivieri                                  |
| Milly                     |                      | Lisa Mazzotti                                  |
| Comandante degli Umanoidi |                      | Ernesto Maria Rossi                            |
| Generale degli Umanoidi   |                      | Gianni Quillico                                |
| Mister Zone               |                      | Maurizio Trombini                              |
| Dottore                   | Jouji Yanami         | Sante Calogero                                 |
| Gastone                   |                      | Sante Calogero                                 |
| Capitano Leotard          |                      | Maria Teresa Letizia                           |
| Comandante Benzer         |                      | Marco Balbi (ep. 3) Agostino De Berti (ep. 10) |
| Tenkei                    |                      | Carlo Bonomi                                   |
| Zak                       |                      | Claudio Beccari                                |
| Narratore                 | Keiichi Noda         | Maurizio Trombini                              |